# Gregg Allman
Gregory LeNoir Allman, conegut com a Gregg Allman (Nasvhille, Tennessee; 8 de desembre de 1947 - Savannah, Geòrgia; 27 de maig de 2017), fou un cantant, teclista, guitarrista i compositor de blues i rock estatunidenc. És conegut, principalment, per ser un dels fundadors del grup The Allman Brothers Band, juntament amb el seu germà Duane Allman.
L'any 1995, ell i la seva banda van entrar al Rock and Roll Hall of Fame, introduïts pel famós cantautor de country Willie Nelson.
Després d'una exitosa carrera, la revista Rolling Stone el va catalogar en 70è lloc a la llista dels 100 millors cantants de tots els temps, en part gràcies a la seva particular veu i al seu accent sureny.
Tot i que durant gran part de la seva carrera Gregg Allman va anar sempre acompanyat d'un orgue Hammond B3, també tocava la guitarra amb gran destresa. De fet, el músic de Nasvhille és considerat un referent del rock sureny.
Va escriure molts dels grans èxits de la banda, com ara Melissa, Whipping Post, o Midnight Rider.
Gran part de la seva carrera professional va estar marcada per l'abús d'alcohol i drogues durant les llargues gires amb The Allman Brothers Band. Després d'un incident al discurs d'acceptació de la inducció al Rock and Roll Hall of Fame, on no va poder pronunciar el discurs a causa del seu estat d'embriaguesa, va decidir rehabilitar-se amb èxit.
Gregg Allman va patir diversos problemes de salut durant els últims anys de vida. L'any 2007 li fou diagnosticada Hepatitis C. Poc temps després, els metges li van descobrir tres tumors al fetge. Malgrat superar amb èxit el trasplantament de l'òrgan afectat, el càncer no va remetre. El músic perdria la vida el 27 de maig de 2017 a casa seva, a Richmond Hill, Geòrgia.